# М62

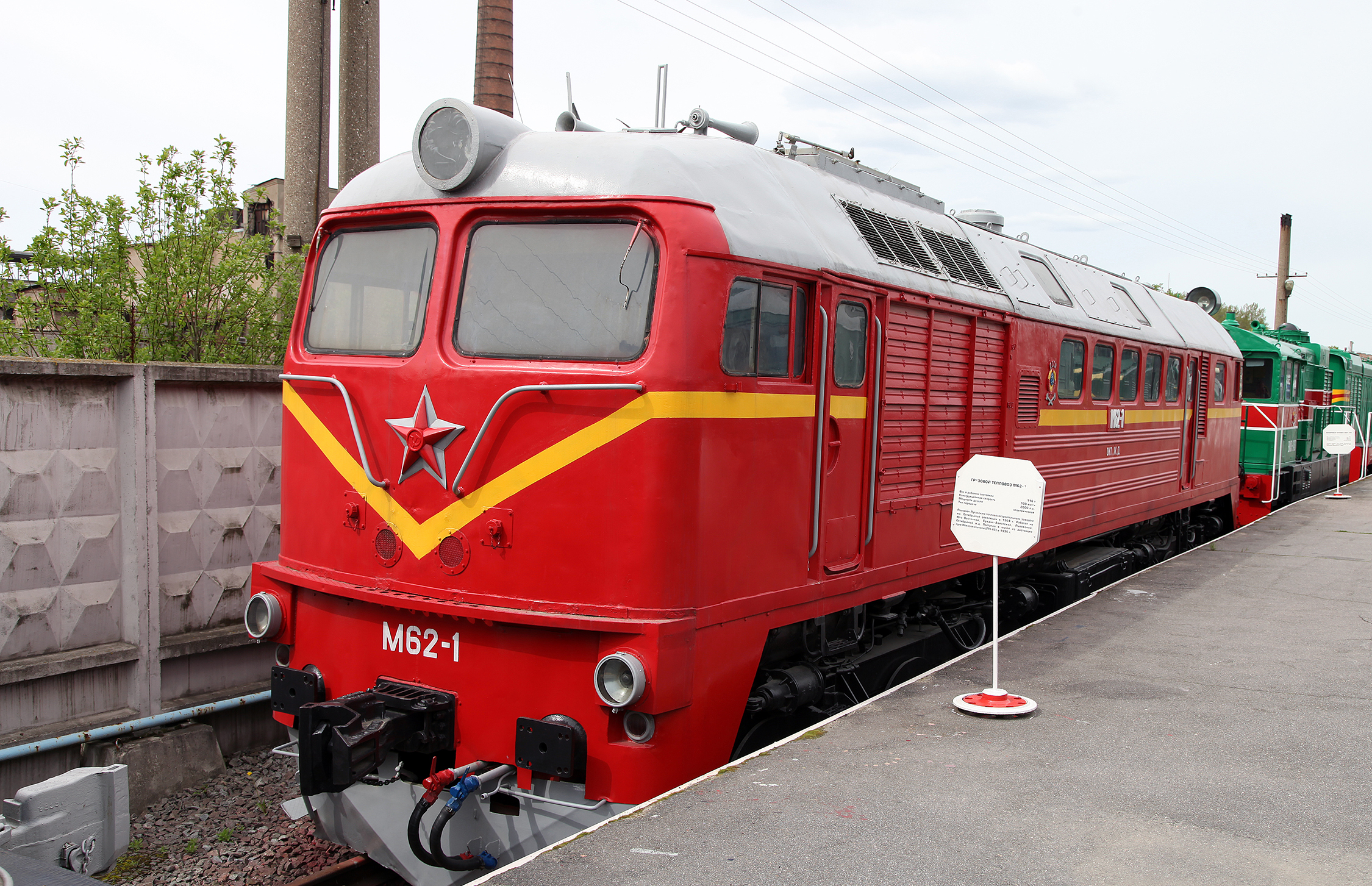
Тепловоз М62-1 в залізничному музеї на Варшавському вокзалі Санкт-Петербурга

Тепловоз М62 — вантажопасажирський тепловоз, створений 1965 на Луганському тепловозобудівному заводі. На сленгу залізничників відомий як «Машка».

## Історія
На початку 1960-х на залізницях східноєвропейських країн «соціалістичного блоку» почалася заміна парової тяги тепловозною.
1961 Угорські залізниці закупили у шведської фірми «Nydqvist och Holm AB» (NOHAB) 20 тепловозів «Di3» потужністю 1950 к. с., які позначили M61, що означало локомотив (угор. Mozdony) серія 61.
За рекомендаціями Ради економічної взаємодопомоги, до якої входили країни Соцтабору, було вирішено будувати магістральні тепловози для залізниць країн-учасниць Ради на радянських заводах.
15 жовтня 1964 почалася експлуатація найбільшого у світі нафтопроводу «Дружба», що забезпечило сировину для виробництва дизельного палива у Східній Європі.
Першим замовником стала дирекція локомотивної служби залізниць Угорської Народної Республіки. Виробником обрали Луганський тепловозобудівний завод.
Новий тепловоз з електропередачею отримав угорське позначення серії М62, наступної після нохабівської М61. Позначення стало застосовуватися і в Радянському Союзі.
Впродовж 1963-64 було спроектовано односекційний двокабінний шестивісний тепловоз з навантаженням на вісь 19,4 тс (для порівняння, навантаження на вісь тепловоза ТЕ3 - основної продукції заводу того часу, становила 21,5 тс). Кузов було виконано за габаритами європейських залізниць 02-Т.
У квітні-травні 1964 було збудовано два дослідні зразки — № 1 і 2.
Міжвідомча комісія розглянула результати усіх випробувань і рекомендувала почати виготовлення початкової партії на експорт.
В 1965 році  на Луганському заводі почалося серійне виготовлення М62.

## Опис
Односекційний двокабінний шестивісний тепловоз, з навантаженням на вісь 19,4 тс.
Дизель-генераторний агрегат 14 ДГ складався з двигуна 14Д40 (12ДН23/30) і генератора ГП-312, й монтувався на головній рамі. Потужність передавалася постійним струмом.
Коломенський тепловозобудівний завод виготовляв двотактний дванадцятициліндровий дизельний двигун з дворядним V-подібним розташуванням циліндрів, прямоточною клапанно-щілинною продувкою і комбінованою двоступеневею системою наддуву. За номінальної частоти обертання валу 750 об/хв двигун досягав потужності 2000 к.с. (1470 кВт). На тепловозі встановили водомасляний теплообмінник.
Тяговий генератор постійного струму мав незалежне збудження і примусову вентиляцію.
Було використано вузли, що виготовлялися для тепловозів ТЕ3:
- тягові електродвигуни ЕД-107,
- допоміжні електричні машини,
- електрична апаратура,
- компресор КТ-7,
- секції холодильника,
- акумуляторні батареї.

Було використано схему збудження тягового генератора (апаратна, каскадна, з магнітним підсилювачем), що виготовлялася для тепловозів 2ТЕ10Л, починаючи з № 003.
Екіпажна частина з тривісними візками і опорно-осьовим підвішуванням ТЕД була трохи зміненою, порівняно з ТЕ3 і 2ТЕ10Л, щоби забезпечити роботу на коліях шириною 1435 і 1524 мм. Візки експортних М62 мали чотири гальмівні циліндри і двобічне притискання колодок.
Конструкційна швидкість 100 км/год.

## Випробування
Тепловози № 1 і 2 мали колісні пари для колії шириною 1524 мм і автозчеп СА-3, оскільки призначалися для випробувань в СРСР.
У заводських випробуваннях брали участь спеціалісти Всеросійського науково-дослідного інституту залізничного транспорту з Коломни і філіалу в Луганську, а також спеціалісти Центрального науково-дослідного інституту Міністерства шляхів сполучення СРСР.
Експлуатаційні і державні випробування відбувалися на ділянці Кондрашівська-Нова — Старобільськ Донецької залізниці.
Влітку 1964 почалися випробування у депо Ліски (Георгіу-Деж) Південно-Східної залізниці, основу парку якої становили тепловози ТЕ3. Метою випробувань було отримати тягові, гальмівні і економічні характеристики й перевірити експлуатаційну надійність. До кінця року тепловози використовувалися у потяговій роботі на ділянках Ліски — Валуйки, Ліски — Поворіно, Ліски — Отрожка.
Значних недоліків конструкції за результатами випробувань і дослідної експлуатації не виявилося. Обладнання тепловозів працювало переважно надійно, локомотиви виявилися економічнішими в експлуатації, порівняно з основним тепловозом радянських залізниць тих часів ТЕ3. Зауваження викликав двигун, зокрема ненадійними виявилися циліндрові кришки. Всередині локомотива було доволі тісно.

## Доля тепловозів
Дослідні тепловози № 1 і 2 після закінчення випробувань експлуатувалися на Південно-Східній, Середньоазійській і Львівській залізницях. 1971 їх усунули від потягової роботи і передали дослідній колійній машинній станції № 1 Жовтневої залізниці.
У грудні 1996 локомотив № 1 передали до музейної експозиції Центрального музею Жовтневої залізниці РФ, нині перебуває на Варшавському вокзалі Санкт-Петербурга.
Локомотив № 2 списали в дослідній колійній машинній станції № 1 і 1995 розрізали на металобрухт.

## Модифікації
Тепловози для різних країн відрізнялися окремими вузлами і агрегатами, залежно від вимог країн-замовників — шириною колії (1435 або 1524 мм), профілем бандажів колісних пар, ударно-зчіпними пристроями, гальмівними системами, приладами безпеки, засобами зв'язку, розташуванням з'єднувальних місць для споряджувальних пристроїв, а також зовнішнім оформленням.
У депо Королево Львівської залізниці збудували спеціальну дільницю для розконсервації тепловозів, що прибули з заводу, перестановки на візки вужчої колії, обкатки і здавання замовникам. Для обкатки вужчих колісних пар на деяких перегонах уклали додаткову рейку. Після прийняття тепловози вирушали до станції Чоп, звідки вирушали до країн призначення.

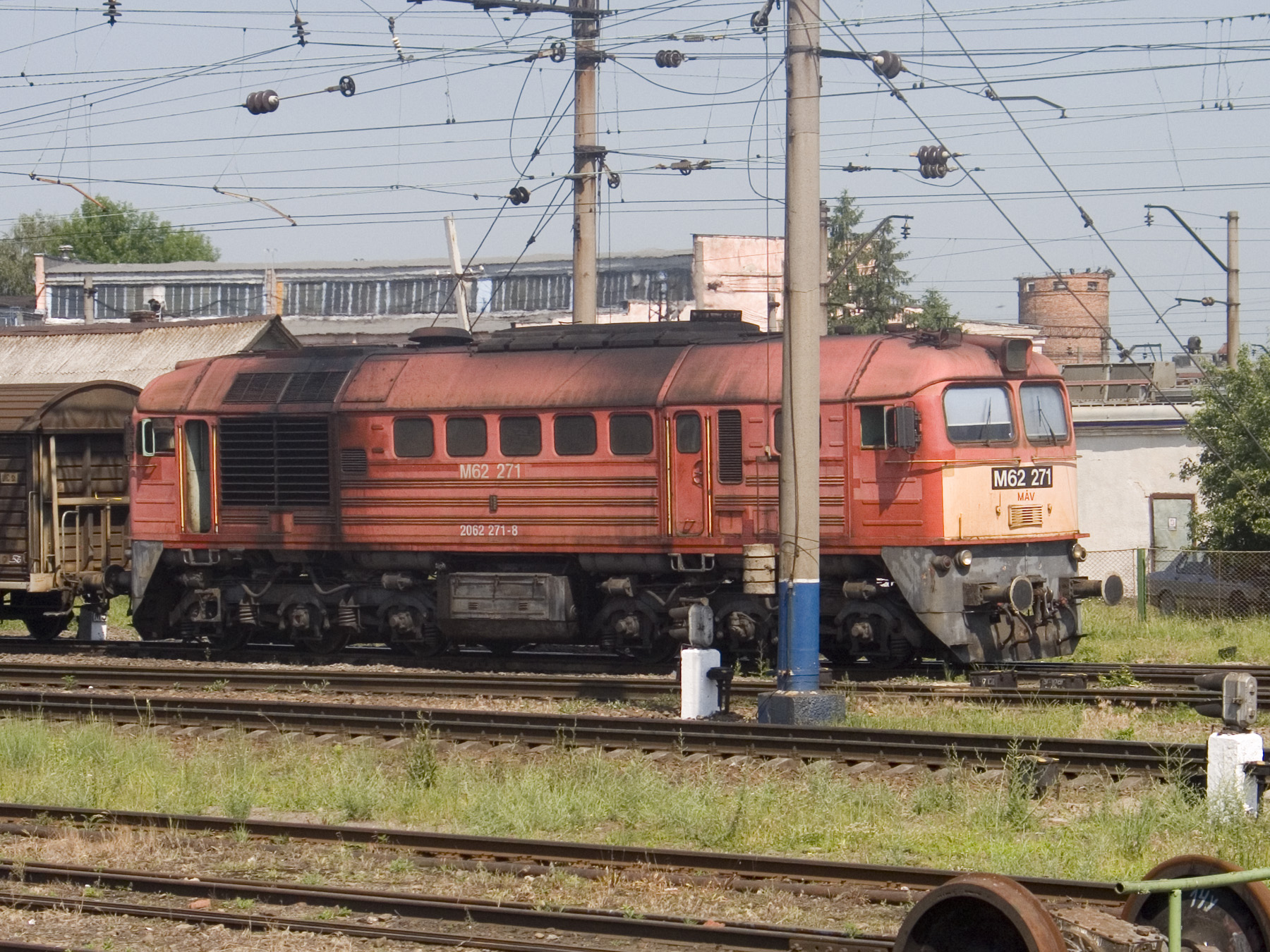
Угорський M62-271 на станції Чоп, Україна

### Односекційні модифікації
- М62 для використання на коліях шириною 1435 і 1524 мм державних залізниць (MÁV) Угорської Народної Республіки. Перший тепловоз М62-001 передано угорським залізничникам 27 квітня 1965. 1965-78 збудовано 294 локомотиви (№ 001—270, 501—518, 901—906).
- ST44 — М62 для використання на коліях шириною 1435 і 1524 мм державних залізниць і промисловості Польської Народної Республіки. 1965 збудовано перші чотири локомотиви. ST44-001 прибув 4 січня 1966. Згодом модифікація отримала буферні ліхтарі більшого розміру. 1965-88 збудовано 1191 локомотив (№ 001—1113, 1500, 2001—2068, 01-09).
- T679.1 — М62 для використання на коліях шириною 1435 мм державних залізниць Чехословацької Соціалістичної Республіки. З 1 січня 1988 серія отримала позначення 781. 1966-79 збудовано 575 локомотивів (№ 001-374, 400—600).
- T679.5 — М62 для використання на коліях шириною 1524 мм державних залізниць і промисловості Чехословацької Соціалістичної Республіки. 1966 збудовано 25 локомотивів (№ 001-027). 1 січня 1988 серія отримала позначення 781.8, нумерація починалася з № 800.
- V200, 120 з 1970, 220 з 1992 — М62 для використання на коліях шириною 1435 мм державних залізниць і промисловості Німецької Демократичної Республіки. 1966-78 збудовано 396 локомотивів (001—378, 501—515, 506—508).
- К62 (кор. 신성) — М62 для використання на коліях шириною 1435 і 1524 мм державних залізниць Корейської Народно-Демократичної Республіки. 1967-74 було виготовлено 53 локомотиви. У кінці 1980х КНДР придбала приблизно 60 тепловозів типу М62, що раніше експлуатувалися на залізницях НДР, ПНР, ЧССР, СРСР.
- М62С — М62 для використання на коліях шириною 1520 мм державних залізниць СРСР. 1970-76 було виготовлено 721 локомотив (№ 1003—1723).
- М62К — М62 для використання на коліях шириною 1435 мм державних залізниць Куби. Мали тропічне виконання з дефорсованими до 1690 к.с. двигунами і змінену систему охолодження. 1974-75 було виготовлено 20 локомотивів (№ 61.601-61.620).
- М62УП — односекційний варіант 3М62У. Використовується в промисловості (переважно в Україні). 1989-96 було виготовлено 40 локомотивів (№ 0001-0040).
- ДМ62 — військова модифікація М62 для використання у складі бойових залізничних ракетних комплексів (БЗРК) РВСП «Молодець»; кожен з поїздів БЗРК оснащувався 3 тепловозами (2 в голові і 1 в хвості). Відрізняється від «базового» М62 змінами, покликаними підвищити надійність і «живучість» тепловоза, деякі з них пізніше були використані при створенні 2М62У. Зовні можна відрізнити від звичайного М62 за безщелепними візками, блоковими буферними ліхтарями, панелями секціонування, зв'язку і управління (ПССУ — «коробки» під лобової номерною табличкою), регульованим шляхоочищувачем. На номерній табличці літера Д не ставилася. 1982—1994 було виготовлено 154 локомотиви (№ 1724–1877). Після розформування БЗРК всі тепловози були передані на залізниці загального користування та в промисловість для звичайної роботи.

### Двосекційні модифікації

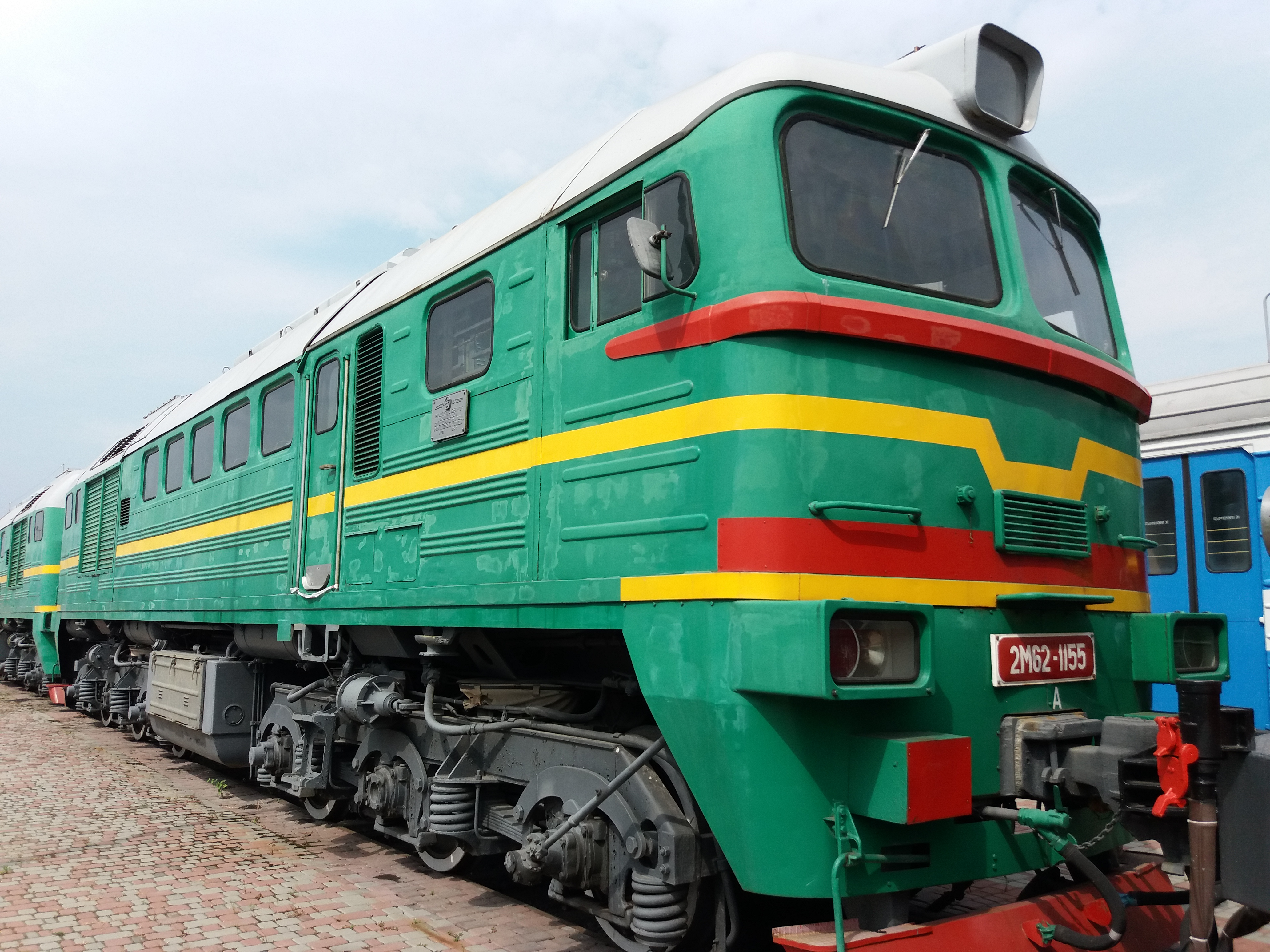
2М62-1155 в Музеї історії та залізничної техніки Південної залізниці (Харків)

- 2М62 — двосекційний варіант М62, створений на заміну застарілим ТЕ3. У ході випуску в конструкцію вносилися зміни, зокрема з 751-го номера тепловози виготовлялися з блочними буферними ліхтарями. 1976—1987 було випущено 1261 локомотив (№ 0001-1261).
- 2М62У — двосекційний варіант М62 з безщелепними візками, збільшеною ємністю паливного бака і блоковими буферними ліхтарями. 1987—2001 було виготовлено 395 локомотивів (790 секцій).
- 2М62М — двосекційний варіант М62 для Улан-Баторської залізниці. Пристосовані для напівпустельних умов Монголії і мають змінену конструкцію очищення повітря, що подається в дизелі, від піску та пилу. 1980-87 було побудовано 66 тепловозів (№ 001–066).

### Трисекційні модифікації

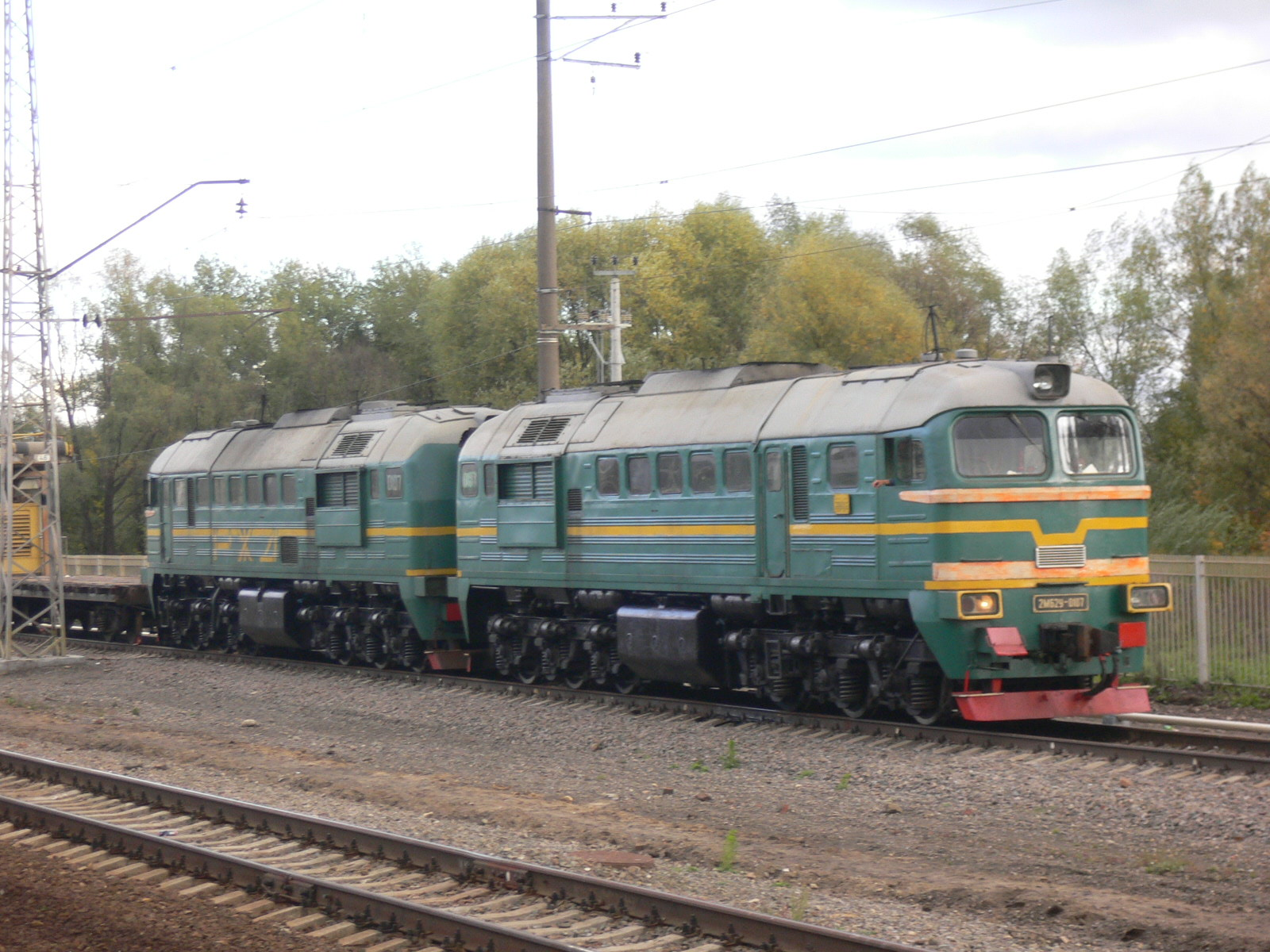
Тепловоз 2М62У-0187 на станції Павловський Посад

- 3М62У — трисекційний варіант М62 з безщелепними візками і блоковими буферними ліхтарями. 1986-92 було випущено 104 локомотиви (312 секцій).
- 3М62П — трисекційний варіант М62 для програми Енергія-Буран. Дві групи локомотивів вивозили транспортно-установлювальний агрегат з ракетою-носієм Енергія двома паралельними коліями на стартовий майданчик космодрому Байконур. 1988 було виготовлено три групи локомотивів.

## Модернізації
Після вичерпання моторесурсу в окремих країнах тепловози сімейства М62 модернізуються.
Найчастіше морально застарілий ненадійний неекономічний двотактний дизельний двигун 14Д40 замінюється на новий чотиритактний 2Д49 (потужністю 2000 к.с.). Такі тепловози легко розпізнати за повітряним фільтром, що виступає «поперечним горбом» на даху. Іноді вони отримують нову серію: М62К (у Литві), 2М62К (Росія і Білорусь, Литва), 2М62УК (Росія та Білорусь), 2М62УР (Латвія).
В Угорщині, Латвії та Литві деякі тепловози при капітальному ремонті та модернізації отримали дизелі Caterpillar, потужніші, ніж раніше встановлені 14Д40. Таким тепловозам присвоєні нові серії — 2М62УС (Латвія) або 2М62М (Литва).
В 2011 році в Україні на базі ковельського депо, два тепловози серії М62 (насамперед, М62-1361 та М62-1439) пройшли глибоку модернізацію з американським обладнанням від General Motors за польським проектом Zakłady Naprawcze Taboru Kolejowego. Дизайн тепловозів після модернізації був один в один як у польських модернізованих тепловозах М62М, тільки за вийнятком того що замість емблеми польських залізниць, там була емблема української залізниці.

## Технічні дані
- Потужність двигуна: 2000 к.с.
- Конструктивна швидкість: 100 км/год
- Двигун: 14Д40 (після капітального ремонту 2Д49)
- Маса: 116 т
- Навантаження на вісь: 19,3 т

## Ремонтні заводи
- Полтавський тепловозоремонтний завод
- Мічурінський локомотиворемонтний завод
- Уссурійський локомотиворемонтний завод

## Прізвиська локомотива
- «Машка» — найпоширеніше прізвисько в СРСР та пострадянських країнах.
- «Малятко» — у Латвії.
- «Мопед».
- «Муха» — на Далекому Сході, а також на Білоруській залізниці.
- «Маруська» — на Білоруській залізниці, а також на Західній Україні.
- «Мунька» — у Литві та Латвії.
- «Сергій» — в Угорщині та Чехословаччині.
- В НДР на Deutsche Reichsbahn тепловоз називався Taiga Trommel («Тайговий барабан», внаслідок шуму через відсутність глушника в першій серії поставок).
- «Гагарін» — у Польщі.
- «Військова Машка» або «Демобілізована Машка» — ДМ62.